# Фукуэ (княжество)

Мон рода Гото

Княжество Фукуэ (яп. 福江藩 Фукуэ-хан) — феодальное княжество (хан) в Японии периода Эдо (1603—1871). Фукуэ-хан располагался в провинции Хидзэн (современная префектура Нагасаки) в регионе Кюсю.

## Краткие сведения
- Административный центр: замок Исида на острове Фукуэ архипелага Гото (современный город Гото, префектура Нагасаки)

Другое название княжества: Гото-хан (五島藩).
Доход хана: 15.000 — 12.000 коку риса
Княжество управлялось родом Гото, принадлежавшим к тодзама-даймё и имевшим статус правителя замка (城主). Главы рода имели право присутствовать в вербовой зале сёгуна.
В период Муромати местный самурайский род Гото утвердил свою власть над одноименным архипелагом. Этот район был центром интенсивной европейской миссионерской деятельности в конце 16 века, в результате чего большая часть населения приняла христианство. Гото Харумаса (1548—1612) служил Тоётоми Хидэёси и участвовал в Корейской войне. Во время битвы при Сэкигахара он сохранил нейтралитет. В 1602 году после создания сёгуната Токугава Гото Харумаса принес присягу на верность Токугава Иэясу, который взамен утвердил за ним его родовые владения с доходом в 15 тысяч коку риса.
В конце периода Бакумацу 10-й даймё Фукуэ-хана Гото Мориакира начал реконструкцию родового замка Исида. Эта работа была завершена уже при 11-м даймё Гото Моринори. Это был последний японский замок, построенный в бакуфу Токугава.
Гото Моринори был сторонником движения Сонно Дзёи. В октябре 1867 года он получил приказ прибыть в Киото, чтобы заявить о своей верность императору Мэйдзи. В 1868 году он прибыл в Киото. Новое правительство Мэйдзи поручило ему укрепить морскую оборону своего острова от возможных нападений со стороны иностранных кораблей.
15 июля 1871 года Фукуэ-хан был ликвидирован и включен в состав префектуры Нагасаки.
В настоящее время на территории бывшего княжества Гото находится город Гото в префектуре Нагасаки.

## Правители княжества
| №  | Имя            | Имя      | Годы правления | Годы жизни | Примечания                           |
| -- | -------------- | -------- | -------------- | ---------- | ------------------------------------ |
|    | Гото Сумихару  | 五島純玄 |                |            | Старший сын Уку Сумитаки (умер 1586) |
| 1  | Гото Харумаса  | 五島玄雅 | 1603-1612      | 1548-1612  | Третий сын Уку Сумисады              |
| 2  | Гото Моритоси  | 五島盛利 | 1612-1642      | 1591-1642  | Старший сын Уку Моринаги             |
| 3  | Гото Морицугу  | 五島盛次 | 1642-1655      | 1618-1655  | Старший сын Гото Моритоси            |
| 4  | Гото Морикацу  | 五島盛勝 | 1655-1677      | 1645-1678  | Старший сын Гото Морицугу            |
| 5  | Гото Моринобу  | 五島盛暢 | 1677-1691      | 1662-1691  | Второй сын Гото Морикацу             |
| 6  | Гото Мориёси   | 五島盛佳 | 1691-1728      | 1687-1734  | Старший сын Гото Моринобу            |
| 7  | Гото Моримити  | 五島盛道 | 1728-1769      | 1711-1780  | Старший сын Гото Мориёси             |
| 8  | Гото Мориюки   | 五島盛運 | 1769-1809      | 1753-1809  | Пятый сын Гото Моримити              |
| 9  | Гото Морисигэ  | 五島盛繁 | 1809-1829      | 1791-1865  | Третий сын Гото Мориюки              |
| 10 | Гото Мориакира | 五島盛成 | 1829-1858      | 1816-1890  | Старший сын Гото Морисигэ            |
| 11 | Гото Моринори  | 五島盛徳 | 1858-1871      | 1840-1875  | Третий сын Гото Мориакиры            |